# Европейски път Е79
E79 е европейски път, свързващ градовете Кошице в Югоизточната част на Словакия и Солун на гръцкия бряг на Егейско море. Пътят е дълъг 1550 км.
Маршрутът на пътя е: Кошице (Словакия) – Мишколц (Унгария) – Дебрецен – Орадя (Румъния) – Брад – Дева – Петрошани – Търгу Жиу – Крайова – Калафат – Видин (България) – Враца – Ботевград – София – Перник – Благоевград – Кулата – Сяр (Гърция) – Солун.

## Е79 в България
Път Е79 преминава през България от границата с Румъния при Видин до ГКПП Кулата, като в участъка от Видин до Ботевград съвпада изцяло с Републикански път I-1. От там пътят следва трасето на Републикански път II-17, автомагистрала „Хемус“, автомагистрала „Европа“ и Републикански път II-18 до югозападните покрайнини на София, където се прехвърля върху автомагистрала „Струма“. До ГКПП Кулата пътят изцяло съвпада с магистралата, освен в участъка между Благоевград и Кресна, тъй като там магистралата все още не е изградена и има временно пуснат кратък участък преди Симитли.
С довършването на автомагистрала „Струма“, пътят ще спре изцяло да следва трасето на Републикански път I-1 южно от Ботевград. Северозападно от Ботевград плановете са пътят да се прехвърли върху изграждащият се в момента скоростен път "Видин - Ботевград".
В публичното пространство се говори за хипотетичен етап 2 на тези планове, който би включвал изграждане на директно скоростно трасе между Монтана и София и рутиране на Е79 от там, ефективно заобикаляйки отсечката Монтана - Враца - Ботевград - АМ Хемус.
- Карта на път Е79, пресичащ Румъния, България и Гърция
- E79 в околностите на Благоевград
- Строеж на двупътен тунел на път Е79 при Сяр, Гърция без спиране или отклоняване на трафика